# Ясенове (Охтирський район)
Ясено́ве — село в Україні, у Чернеччинській сільській громаді Охтирського району Сумської області. Населення становить 360 осіб. Орган місцевого самоврядування — Чернеччинська сільська рада.

## Географія
Село Ясенове знаходиться біля витоків річки Грунь, нижче за течією на відстані 2 км розташоване село Гнилиця. На річці кілька загат. Поруч проходить автомобільна дорога Т 1705.

## Історія
Ясенове відоме як поселення вже в 1647 році. Воно лежало на західному прикордонні, де проходив колишній литовський кордон.
За даними на 1864 рік у власницькому селі Лебединського повіту Харківської губернії мешкало 1455 осіб (638 чоловічої статі та 717 — жіночої), налічувалось 164 дворових господарства, існувала православна церква.
Станом на 1914 рік село було центром окремої, Ясенівської волості, кількість мешканців зросла до 1901 особи.
Село постраждало внаслідок геноциду українського народу, проведеного урядом СССР 1932–1933 та 1946–1947 роках.
12 червня 2020 року, відповідно до розпорядження Кабінету Міністрів України № 723-р «Про визначення адміністративних центрів та затвердження територій територіальних громад Сумської області», село увійшло до складу Черниччинської сільської громади.
19 липня 2020 року, в результаті адміністративно-територіальної реформи та ліквідації Охтирського району(1923-2020), село увійшло до складу новоутвореного Охтирського району.